# 半月肥腹蛛
半月肥腹蛛（学名：Steatoda cingulata）为球蛛科肥腹蛛属的动物。分布于日本、印度尼西亚、台湾岛以及中国大陆的甘肃、四川、浙江、安徽、广东、广西、贵州等地，多栖息于草间、稻株丛下以及有时也隐匿在田间地缝内的管巢中。